# جين شوفر
جين شوفر (بالفرنسية: Jean Schopfer)‏ (28 مايو 1868 - 9 يناير 1931) هو لاعب تنس فرنسي، وكان كاتبًا تحت اسم "كلاود أنيت" (بالإنجليزية: Claude Anet)‏. كان قد وصل الى نهائيين فرديين في دورة رولان غاروس الدولية، كما فاز في عام 1892 على اللاعب البريطاني فرانسيس [الإنجليزية]، وخسر أمام اللاعب لورينت ريبوليت [الإنجليزية] في عام 1893.

## السيرة الذاتية
وُلد في 28 مايو 1868 في مورس بسويسرا.
تلقى شوفر تعليمه في جامعة باريس وكلية اللوفر وبدأ الكتابة في عام 1899 تحت اسم "كلود أنيت". نشر شوفر العديد من الكتب بما في ذلك "La Révolution Russe" التي كتبها بعد رحلة إلى روسيا خلال الحرب العالمية الأولى. أيضًا "Mayerling" استنادًا إلى حادثة مايرلينغ [الإنجليزية]. أيضًا "Simon Kra" وهي سيرة ذاتية للاعبة التنس سوزان لنجلن.
نشرت روايته "Ariane" في عام 1920 والتي تتحدث عن الطفلة روز، واستوحيت من كتاباته خصيصًا رواية أرين ورواية الحب بعد المساء عددًا من الأفلام.
تُوفي في باريس بتاريخ 9 يناير 1931.

## روابط خارجية
- مؤلفات Claude Anet في مشروع غوتنبرغ
- أعمال أو نبذة عن Claude Anet على أرشيف الإنترنت
- أعمال أو نبذة عن جين شوفر على أرشيف الإنترنت
- Claude Anet في قاعدة بيانات الأفلام على الإنترنت